# Brunwart von Augheim

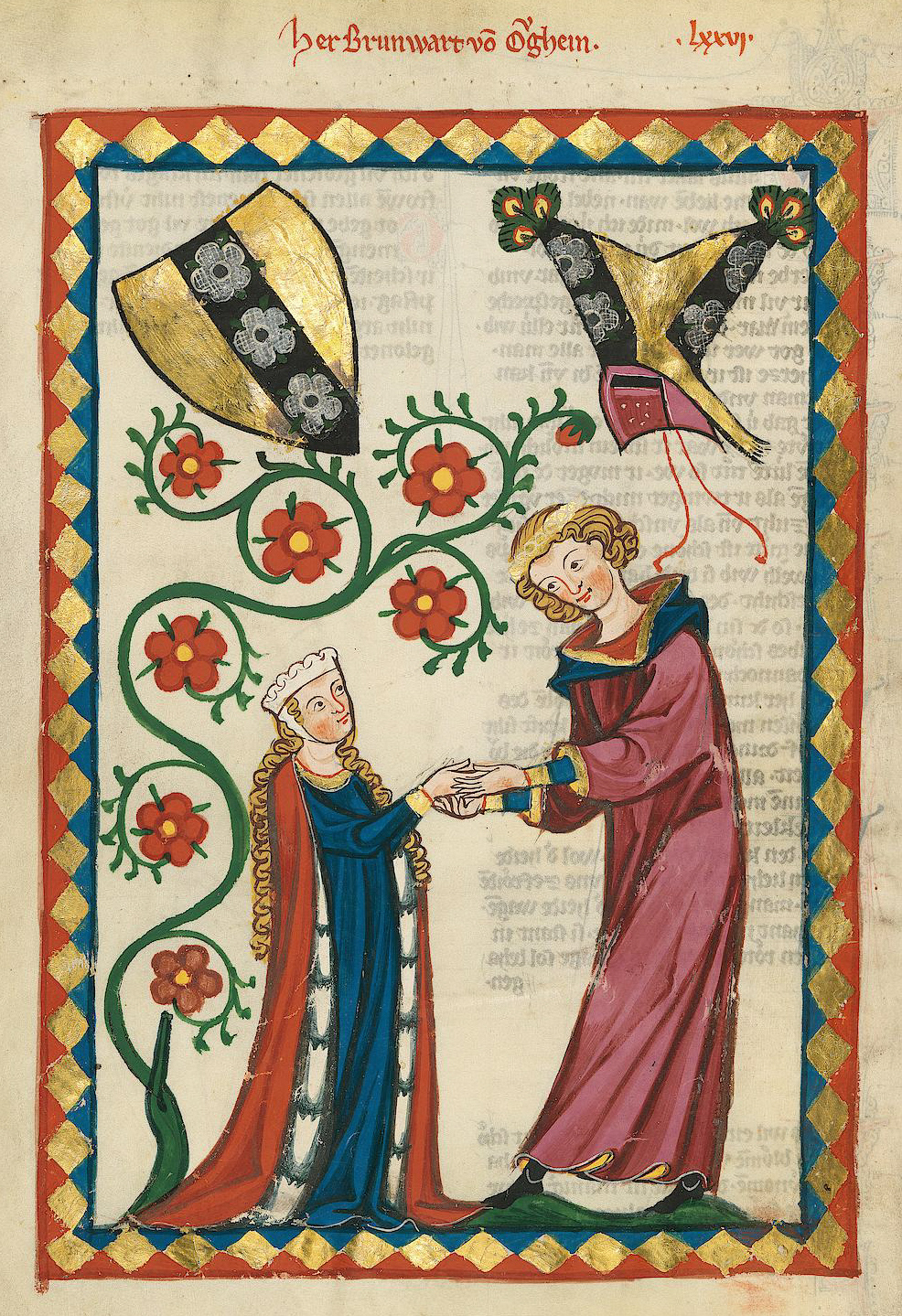
Die Brunwart-Miniatur des Codex Manesse, fol. 258v, um 1300.

(Johannes) Brunwart von Augheim (Ǒghein, Oughein, Ougheim, Ouchein; Auggen), ca. 1250 bis ca. 1300 (urk. 1263–1296), war Ritter, Minnesänger und Schultheiß von Neuenburg in der zweiten Hälfte des 13. Jahrhunderts.

## Leben, Amt und Dichtung
Die Herren Brunwart von Ǒghein waren ein seit 1130 als Ministerialen der Markgrafen von Hachberg nachweisbares Rittergeschlecht zu Neuenburg am Rhein, wo mehrere seiner Glieder das Schultheißenamt ausübten. Ihren ländlichen Stammsitz, Burg und Grundbesitz, hatte die Familie bis 1272 in Ǒghein (Ǒkhein, Ǒchhein), Auggen. Der bedeutendste unter ihnen war Johannes Brunwart, der als her Brunwart von Ǒughein mit fünf konventionell zu nennenden höfischen Minneliedern Eingang in die Große Heidelberger Liederhandschrift des frühen 14. Jahrhunderts fand (Codex Manesse, 258v.) und zwischen 1272/73 und 1283, soweit urkundlich belegbar, Schultheiß von Neuenburg war. Des Weiteren findet man seine Spuren als Zeuge, Aussteller bzw. Siegler von mehreren Urkunden auch nach seiner Amtszeit und bis ins Jahr 1296, in denen er als Brunwardus miles de Ouchein, her Brunwart von Ǒghein, ritter bzw. Johans Brunwart ein ritter von Ǒkein et al. namhaft wird. Sein Geburtsjahr ist indessen ebenso wenig bekannt wie sein Todesjahr. Lediglich sein Todestag, ein 11. März, ist durch einen Eintrag im Totenbuch der Neuenburger Johanniter belegt, deren Wohltäter er war und auf deren Friedhof er wahrscheinlich auch begraben wurde.

## Textausgabe
- Friedrich Pfaff (Hrsg.): Die große Heidelberger Liederhandschrift (Codex Manesse). In getreuem Textabdruck. Titelausgabe der zweiten, verbesserten und ergänzten Auflage bearbeitet v. Hellmut Salowsky mit einem Verzeichnis der Strophenanfänge und 7 Schrifttafeln. Heidelberg 1995, ISBN 3-8253-0369-1, Sp. 847–849.
- Digitale Gesamtausgabe der Lyrik: Brunwart von Augheim in Lyrik des Deutschen Mittelalters (LDM)